# 김윤식 (국문학자)
김윤식(金允植, 1936년 8월 10일~2018년 10월 25일)은 대한민국의 국문학자이자 문학평론가이다.

## 생애
경상남도 김해 진영읍 사산리 출생이며, 서울대학교 국어교육과 및 동 대학원 국어국문학과를 나왔다. 1962년 《현대문학》에 평론이 추천되어 등단하였으며, 1973년 현대문학상 신인상을 수상했다. 저서로 《한국근대문예 비평사 연구》, 《근대 한국문학연구》 등이 있으며, 논문으로 《임화연구》, 《최재서론》, 《한국문예비평의 특성》 등이 있다. 특히 1930년대 카프에 대한 비평이 탁월하다는 평을 받고 있다.  2001년까지 서울대 국문과 교수 등을 역임하였다. 200여권의 저서를 남겼다.

## 저서
1. <근대한국문학연구>, 일지사, 1973.
2. <한국근대문예비평사연구>, 한얼문고, 1973. <한국근대문예비평사연구>(개정신판), 일지사, 1976.
3. <한국문학사론고>, 법문사, 1973.
4. <한국근대문학의 이해>, 일지사, 1973.
5. <박용철 이헌구 연구>, 법문사, 1973.
6. <한국근대작가론고>, 일지사, 1974.
7. <한국문학의 논리>, 일지사, 1974.
8. <한일문학의 관련양상>, 일지사, 1974. <상흔과 극복-한국문학자와 일본>(일문, 오무라 마쓰오 역), 조일신문사, 1975
9. <한국근대문학사상>, 서문당, 1974.
10. <한국현대시론비판>, 일지사, 1975. <한국현대시론비판>(증보판), 일지사, 1985.
11. <문학사와 비평>, 일지사, 1975.
12. <한국현대문학사>, 일지사, 1976.
13. <(속)한국근대문학사상>, 서문당, 1978.
14. <한국근대문학사상비판>, 일지사, 1976.
15. <한국현대문학명작사전>, 일지사, 1979.
16. <우리 문학의 넓이와 깊이>, 서래헌, 1979.
17. <문학과 미술 사이>, 일지사, 1979.
18. <한국근대문학양식론고>, 아세아문화사, 1980. <한국근대문학양식론고>, 아세아문화사, 1990.
19. <한국현대소설비판>, 일지사, 1981.
20. <우리 소설의 표정>, 문학사상사, 1981.
21. <(속)한국근대작가론고>, 일지사, 1981.
22. <한국현대문학비평사>, 서울대출판부, 1982.
23. <황홀경의 사상>, 홍성사, 1984. <지상의 빵과 천상의 빵>(중보재간), 솔, 1995.
24. <한국근대문학사상사>, 한길사, 1984.
25. <한국근대문학과 문학교육>, 을유문고, 1984.
26. <한국근대문학사상연구1-도남과 최재서>, 일지사, 1984.
27. <작은 생각의 집짓기-비평가의 표정>, 나남, 1985.
28. <우리 문학의 안과 바깥>, 성문각, 1986.
29. <안수길 연구>, 정음사, 1986.
30. <우리 소설과의 만남>, 민음사, 1986.
31. <이광수와 그의 시대>(전3권), 한길사, 1986. <이광수와 그의 시대>(개정증보, 전3권), 솔, 1999.
32. <한국근대소설사연구>, 을유문화사, 1986.
33. <우리 근대소설론집>, 이우출판사, 1986.
34. <염상섭 연구>, 서울대출판부, 1987.
35. <한국문학의 근대성과 이데올로기 비판>, 서울대출판부, 1987.
36. <김동인 연구>. 민음사, 1987. <김동인 연구>(개정증보판). 민음사, 2000.
37. <이상 연구>, 문학사상사, 1987.
38. <오늘의 문학과 비평>, 문예출판사, 1988.
39. <낯선 신을 찾아서>, 일지사, 1988.
40. <이상소설 연구>, 문학과비평사, ㅂ988.
41. <한국현대문학사론>, 한샘, 1988.
42. <80년대 우리 문학의 이해>, 서울대출판부, 1989.
43. <80년대 우리 소설의 흐름.1>, 서울대출판부, 1989.
44. <80년대 우리 소설의 흐름.2>, 서울대출판부, 1989.
45. <한국근대문학과 문인들의 독립운동>, 독립기념관, 1989.
46. <박영희 연구>, 열음사, 1989.
47. <해방공간의 문학사론>, 서울대출판부, 1989.
48. <임화 연구>, 문학사상사, 1989.
49. <우리 소설을 위한 변명>, 고려원, 1989.
50. <한국현대 현실주의 소설 연구>, 문학과지성사, 1990.
51. <김윤식 평론문학선>, 문학사상사, 1991.
52. <작가와 내면풍경-김윤식 소설론집>, 동서문학사, 1991.
53. <현대소설과의 대화-김윤식 평론집>, 현대소설사, 1992.
54. <환각을 찾아서-김윤식 문학기행>, 세계사, 1992.
55. <한국현대문학사상사론>, 일지사, 1992.
56. <운명과 형식>, 솔, 1992.
57. <근대시와 인식-김윤식 평론집>, 시와시학사, 1992.
58. (교재용)<한국현대문학사>, 서울대출판부, 1992, (수정판)<한국현대문학사>, 서울대출판부, 2008.
59. <한국문학의 근대성 비판>, 문예출판사, 1993.
60. <90년대 한국소설의 표정>, 서울대출판부, 1994.
61. <한국근대문학사상연구2-문협정통파의 사상구조>, 아세아문화사, 1994.
62. <설렘과 황홀의 순간-김윤식 예술기행>, 솔, 1994.
63. <소설과 현장비평>, 새미, 1994.
64. <현대문학과의 대화>, 서울대출판부, 1994.
65. <풍경과 계시>, 동아출판사, 1995.
66. <김동리와 그의 시대>, 민음사, 1995.
67. <김윤식의 소설 읽기-90년대 중반에 빛난 작품들>, 열림원, 1995.
68. <북한문학사론>, 새미, 1996.
69. <작가와의 대화- 최인훈에서 윤대녕까지>, 문학동네, 1996.
70. <김윤식선집1-문학사상사>, 솔, 1996.
71. <김윤식선집2-소설사>, 솔, 1996.
72. <김윤식선집3-비평사>, 솔, 1996.
73. <김윤식선집4-작가론>, 솔, 1996.
74. <김윤식선집5-시인.작가론>, 솔, 1996.
75. <김윤식선집6-예술기행, 에세이, 연보>, 솔, 1996.
76. <글쓰기의 모순에 빠진 작가들에게>, 강, 1996.
77. <해방공간 문단의 내면풍경-김동리와 그의 시대2>, 민음사, 1996.
78. <김윤식의 현대문학사탐구>, 문학사상사, 1997.
79. <동양정신과의 감각적 만남>, 고려대출판부, 1997.
80. <사반과의 대화-김동리와 그의 시대3>, 민음사, 1996.
81. <천지 가는 길>, 솔, 1997.
82. <김윤식의 소설현장비평>, 문학사상사, 1997.
83. <발견으로서의 한국현대문학사>, 서울대출판부, 1997.
84. <바깥에서 본 한국문학의 현장>, 집문당, 1997.
85. Understanding Modern Korean Literature, Jipmoondang, 1997.
86. <이상문학 텍스트연구>, 서울대출판부, 1998.
87. <농경사회 상상력과 유랑민의 상상력>, 문학동네, 1999.
88. <체험으로서의 한국근대문학연구>, 아세아문화사, 1999.
89. <한국근대문학연구방법입문>, 서울대출판부, 1999.
90. <청춘의 감각, 조국의 사상>, 솔, 1999.
91. <한국현대문학비평사론>, 서울대출판부, 1999.
92. <초록빛 거짓말, 우리 소설의 정체>, 문학사상사, 2000.
93. <김윤식 문학기행-머나먼 울림, 선연한 헛것>, 문학사상사, 2001.
94. <김윤식 서문집>, 사회평론, 2001.
95. <한일 근대문학 관련양상 신론>, 서울대출판부, 2001.
96. <우리 소설과의 대화>, 문학동네, 2001.
97. <한국근대문학사와의 대화>, 새미, 2001.
98. <미당의 어법과 김동리의 문법>< 서울대출판부, 2002.
99. <평론가 김윤식이 주목한 오늘의 작가 오늘의 작품>, 문학사상사, 2002.
100. <아! 고은>, 김영사, 2002.
101. <아! 우리 소설 우리 작가들-김윤식의 한국문학 읽기>, 현대문학, 2003.
102. <아득한 회생, 선연한 초록-김윤식 학술기행>, 문학동네, 2003.
103. <거리재기의 시학-김윤식 시론집>, 시학, 2003.
104. <일제말기 한국작가의 일본어 글쓰기론>, 서울대출판부, 2003.
105. <샹그리라를 찾아서-김윤식 중국기행>, 강, 2003.
106. <김윤식의 비평수첩-김윤식 비평집>, 문학수첩, 2003.
107. <내가 읽고 만난 파리-김윤식 파리기행>, 현대문학, 2004.
108. <20세기 한국작가론>, 서울대출판부, 2004.
109. <비도 눈도 내리지 않는 시나가와역>, 솔, 2005.
110. <작은 글쓰기, 큰 글쓰기-김윤식 비평집>, 문학수첩, 2005.
111. <내가 살아온 20세기 문학과 사상>, 문학사상사, 2005.
112. <김윤식 선집7-문학사와 비평>, 솔, 2005.
113. <작가론의 새 영역-김윤식 평론집>, 강, 2006.
114. <해방공간 한국작가의 민족문학 글쓰기론>, 서울대출판부, 2006.
115. <문학사의 새 영역-김윤식 평론집>, 강, 2007.
116. <비평가의 사계-김윤식 산문집>< 랜덤하우스, 2007.
117. <일제말기 한국인 학병세대의 체험적 글쓰기론>, 서울대출판부, 2007.
118. <현장에서 읽은 우리 소설>, 강, 2007.
119. <백철 연구>, 소명, 2008.
120. <임화-그들의 문학과 생애>, 한길사, 2008.
121. <내가 살아온 한국 현대문학사>, 문학과지성사, 2009.
122. <박경리와 토지>< 강, 2009.
123. <탄생 백주년 속의 한국문학 지적도>, 서정시학, 2009.
124. <최재서의 ‘국민문학’과 사토 기요시 교수>, 역락, 2009.
125. <신 앞에서의 곡예-황순원 소설의 창작방법론>, 문학수첩, 2009.
126. <우리 시대의 소설가들>, 강, 2009.
127. <이병주와 지리산>, 국학자료원, 2010.
128. <엉거주춤한 문학의 표정-김윤식 교수의 문학산책>, 솔, 2010.
129. <다국적 시대의 우리 소설 읽기>, 문학동네, 2010.
130. <기하학을 위해 죽은 이상의 글쓰기론>, 역락, 2010.
131. <한국문학, 연꽃의 길>, 서정시학, 2011.
132. <혼신의 글쓰기 혼신의 읽기>, 강, 2011.
133. <임화와 신남철>, 역락, 2011.
134. <한일 학병 세대의 빛과 어둠>, 소명, 2012.
135. <전위의 기원과 행로-이인성 소설의 앞과 뒤>, 문학과지성사, 2012.
136. <내가 읽고 만난 일본>, 그린비, 2012.
137. <내가 읽은 박완서>, 문학동네, 2013.
138. <내가 읽은 우리 소설>, 강, 2013.
139. <문학사의 라이벌 의식>, 그린비, 2012.
140. <6.25의 소설과 소설의 6.25>, 푸른사상, 2013.
141. <3대 계간지가 세운 문학의 기틀>, 역락, 2013.
142. <내가 읽고 쓴 글의 갈피들>, 푸른사상, 2014.
143. <문학을 걷다>, 그린비, 2014.
144. <내가 읽은 기행문들>, 서정시학, 2015.
145. <이병주 연구>, 국학자료원, 2015.
146. <김윤식 평론선집>, 지만지, 2015.
147. <아비 어미 그림 음악 바다 그리고 신>, 역락, 2015.

4. 공저서
5. 편저서
1. ↑  최재봉 (2018년 10월 25일). “문학평론가 김윤식 서울대 교수 별세”. 《한겨레신문》. 2018년 10월 31일에 확인함.

## 참고 문헌
- 이 문서에는 다음커뮤니케이션(현 카카오)에서 GFDL 또는 CC-SA 라이선스로 배포한 글로벌 세계대백과사전의 내용을 기초로 작성된 글이 포함되어 있습니다.